# Contea di Monroe (Ohio)
La contea di Monroe ( in inglese Monroe County ) è una contea dello Stato dell'Ohio, negli Stati Uniti. La popolazione al censimento del 2000 era di 15 180 abitanti. Il capoluogo di contea è Woodsfield.